# كاري سيلوان
كاري سيلوان (بالسويدية: Kari Sylwan)‏ هي مصممة رقص وممثلة سويدية، ولدت في 15 أكتوبر 1940 في ستوكهولم في السويد.

## أعمال

### أفلام
- (1972) صياح وهمس

## وصلات خارجية
- كاري سيلوان على موقع IMDb (الإنجليزية)
- كاري سيلوان على موقع قاعدة بيانات الأفلام السويدية (السويدية)
- كاري سيلوان على موقع قاعدة بيانات الفيلم (الإنجليزية)
- كاري سيلوان على موقع كينوبويسك (الروسية)